# قسم بزنجان الريفي (مقاطعة بافت)
قسم بزنجان الريفي (بالفارسية: دهستان بزنجان) هي منطقة ريفية تقع في إيران في محافظة كرمان الناحية المركزية لمقاطعة بافت. يقدر عدد سكانها بـ 6,279 نسمة.